# Скриптоніт
Аділь Оралбекович Жалелов (каз. Әділ Оралбекұлы Жәлелов, нар.3 червня 1990 року, Ленінський, КазССР), більш відомий під сценічним псевдонімом Скриптоніт (англ. Scriptonite) — казахський реп-виконавець та бітмейкер, колишній учасник лейблу Gazgolder. Уперше голосно заявив про себе у 2013 році відеокліпом на пісню «VBVVCTND», через два роки Скриптоніт випустив свій дебютний альбом «Дом с нормальными явлениями», який став одним із найуспішніших російськомовних реп-альбомів 2015 року.

## Біографія

### Ранні роки творчості
Аділь Кулмагамбетов народився 3 червня 1990 року в селищі Ленінський поблизу міста Павлодар на північному сході Казахстану, в сім'ї Оралбека Жалеловича Кулмагамбетова. Почав займатися музикою в підлітковому віці, в 11 років захопився репом, у 15 років почав складати музику.Ще в юнацтві змінив прізвище Кулмагамбетов на Жалелов (о імені діда).

### Перші успіхи
У 2009 році Скриптонит разом зі своїм другом Ануаром (Niman) створив групу JILLZ. Окрім них до складу групи входять: Юрій Дробітько (Юрик Четвер), Саян Жимбаєв (Truwer), Азамат Алписбаєв (Six O) і Айдос Джумалінов (Strong Symphony). Ще до підписання контракту з Gazgolder'ом Скриптоніт встиг випустити кілька синглів, які стали хітами, і обзавестися фанатами своєї творчості, а також прославитися як виконавець «справжньої» треп-музики. У 2013 році Скриптоніт спільно з Niman'ом випустив відеокліп до пісні «VBVVCTND» (розшифровується як «Вибір без варіантів — все, що ти нам дав»). Після цього ним зацікавився російський продюсерський центр Gazgolder. 27 лютого 2014 року стало відомо, що Скриптоніт став резидентом цього лейблу. Згодом Скриптоніт зізнається, що саме 2014 рік став переломним у його житті.
У 2015 році Скриптоніт взяв участь у створенні спільного альбому Басти і Смокі Мо під назвою «Баста/Смокі Мо». Сингл «Космос», записаний разом з Дашою Чарушею, зайняв лідерські позиції в чартах iTunes і став 22-м у списку «50 кращих треків 2015 року» за версією сайту The Flow. Відеокліпи на пісні «Лёд» і «Миллионер из трущёб» за участю Скриптоніта набрали мільйони переглядів на YouTube. Кліп на пісню «Миллионер из трущеб» згодом зайняв 2-е місце в топі «Кращих російських кліпів 2015 року» за  версією сайту Rap.ru, а пісня «Лёд» зайняла 46-е місце у списку «50 кращих треків 2015 року» за версією сайту The Flow. У жовтні 2015 року Скриптоніт потрапив в число фіналістів премії Jagermeister Dance Awards в номінації «хіп-хоп». Улітку 2016 року Скриптоніт потрапив до числа претендентів на номінацію «Відкриття року 2016» популярного чоловічого журналу GQ.

### 2015 рік. «Дом с нормальными явлениями»
«Дом с нормальными явлениями» став одним з найуспішніших російських реп-альбомів 2015 року, а сам Скриптонит був визнаний інтернет-виданням Colta.ru «репером року». «Дім...» потрапив у список 20 кращих альбомів 2015 року» за версією видання Газета.Ru і удостоївся 6-го місця у списку «30 кращих альбомів року» за версією видання «Афіша». Альбом зайняв 1-е місця у списку кращих російськомовних альбомів за версією сайтів Rap.ru і The Flow.
Відеокліп до пісні «Стиль» посів 5-е місце в списку «Кращих російських кліпів 2015 року» по версії сайту Rap.ru, а сама пісня зайняла 15-е місце в списку «50 найкращих треків 2015 року» за версією сайту The Flow. У тому ж топі пісня «Танцюй сама» зайняла 3-е місце. Видання «Афіша» включило відеокліп на пісню «Притон» у список «100 великих кліпів 2015 року»

### 2016 рік. Jillzay
Спочатку планувалося, що другий альбом Скриптонита вийде в один день з дебютним альбомом. В інтерв'ю виданню Meduza Скриптонит запевнив, що практично закінчений альбом під назвою 3P (читається як англ. tripy) повинен вийти в січні 2016 року, але з невідомих причин альбом так і не з'явився в заявлений термін. Згодом стало відомо, що другий студійний альбом Скриптонита буде називатися «Готель „Еверест“». Презентація альбому була призначена на 29 травня 2016 року, але так і не відбулася.
29 жовтня 2016 року група Jillzay, у складі якої числиться Скриптонит, випустила 18-трековий альбом 718 Jungle. Виконавець взяв участь в половині всіх пісень.
У вересні 2016 року російське видання чоловічого журналу GQ визнало Скріптоніта «Відкриттям року».

### 2017 - 2018. «Праздник 36», музичний лейбл Zorski і «Уроборос»
7 березня 2017 року колектив презентував міні-альбом Open Season.
Другий студійний альбом в результаті отримав назву «Праздник на улице 36». Реліз відбувся 24 травня 2017 року. За кілька годин до релізу альбому були опубліковані пісня «Outro» [39] і подвійний відеокліп Скриптонит - «Вечеринка» / Jillzay - «Бар" 2 лесбухи "» . Презентація альбому відбулася 26 травня 2017 року клубі А2 в Санкт-Петербурзі, на якій Аділь повідомив, що реліз нового альбому, який буде мати іншу назву, все-таки відбудеться восени 2017-го. В інтерв'ю головному редактору видання «L'Officiel» Ксенії Собчак він уточнив, що альбом з назвою «Улица 36», який кардинально відрізняється від попередніх і присвячений особистих проблем виконавця, буде подвійним.
Незабаром стало відомо, що група Jillzay переросла в окремий музичний лейбл - Zorski, в який входять виконавці 104 (Юрій Дробітько), Truwer (Саян Жімбаев) і Benz (Алтинбек мерканіт). У вересні артисти 104 і Truwer представили свій спільний сольний альбом «Сафарі», на якому Скріптоніт виступив не тільки як гість, а й виконавчого продюсера [8].
16 грудня 2017 Скріптоніт випустив третю роботу - подвійний концептуальний альбом «Уроборос: Улица 36» і «Уроборос: Зеркала». Назва платівки відсилає до міфічного створення - змію Уробороса. Сам Аділь шкодував в інтерв'ю Газета.Ru пояснив, чому у альбому саме таку назву: «... Я зрозумів, що це дуже близький мені образ, що поєднується зі значенням моїх цифр - 36. Плюс образ змія, який поїдає сам себе, принцип самовдосконалення через саморуйнування , мені дуже близький з самих різних сторін ». Презентація платівки пройшла в цей же день в Санкт-Петербурзі в клубі А2. В день релізу шкодував розповів у своїй Instagram-трансляції про те, що для нього реп як жанр себе вичерпав, у зв'язку з чим він бере перерву в творчості, плануючи не випускати великих сольних релізів 2-3 роки.

## Музичний стиль та оцінки творчості
Скриптоніт позиціонує свою творчість як «казахстанський реп» і не схвалює тих, хто називає його «російським виконавцем», який виконує «російський реп». Перші його тексти були присвячені дитячим проблемам і школі, потім настав недовгий період т. зв. «репу про реп», а нинішні теми він став піднімати на початку 2010-х років. У своїх піснях, на відміну від інших російськомовних реперів, експериментують з «глибокодумними» текстами, Скриптонит робить упор на музичну складову, якою нерідко займається сам. Своєрідна вимова, яку жартівливо називають «Єльцин-флоу», і «напівп'яний» голос дав унікальне звучання для його дебютного альбому. Для того, щоб уникнути чужого впливу, Скриптонит практично не слухає пісень російською мовою, в тому числі й твори інших реп-виконавців.
Після виходу альбому «Будинок з нормальними явищами» відомий реп-виконавець Oxxxymiron позитивно відгукнувся про творчість Скриптонита, відзначивши високий рівень музичної замороченності і оригінальності». Також про альбом схвально відгукнулися інші музиканти: Карандаш (Денис Григор'єв), Johnyboy (Денис Василенко), ATL (Сергій Круппів).

## Дискографія
Альбоми
- 2015 — «Дом с нормальными явлениями»
- 2017 — «Праздник на улице 36»
- 2017 — «Уроборос: Улица 36 / Зеркала»
- 2019 — «2004»
- 2021 — «Свистки и бумажки»

Міні-альбоми
- 2017 — Open Season (в составе Jillzay)
- 2020 — PVL is back (разом з Niman)[1][2]

Збірки
- 2015 — «К тебе» (совместно с артистами Gazgolder)